# Ak Bars Arena
Ak Bars Arena (tiếng Nga: «Ак Барс Арена»; tiếng Tatar: Ак Барс Арена), trước đây được gọi là Kazan Arena (tiếng Nga: «Казань Арена»; tiếng Tatar: Казан Арена), là một sân vận động nằm ở Savinovo, một quận ở phía đông Kazan, Nga. Sân được hoàn thành vào tháng 7 năm 2013 và là nơi tổ chức các trận đấu bóng đá, đặc biệt là các trận đấu trên sân nhà của Rubin Kazan tại Giải bóng đá Ngoại hạng Nga. Đây là sân vận động có màn hình bên ngoài lớn nhất thế giới. Sân có sức chứa 45.379 chỗ ngồi.

## Tổng quan
Sân vận động từng là nơi tổ chức giải bóng đá các trường đại học mùa hè 2013 và cũng sẽ là nơi diễn ra các trận đấu của Cúp Liên đoàn các châu lục 2017 và Giải vô địch bóng đá thế giới 2018. Sân vận động có sức chứa 45.479 chỗ ngồi. Nó sẽ thay thế sân vận động Trung tâm làm sân vận động bóng đá chính của Kazan. Đấu trường Kazan cũng từng tổ chức Giải vô địch bơi lội thế giới 2015.
Kiến trúc của sân vận động được thiết kế bởi Populous; theo nhà thiết kế chủ lực Damon Lavelle, sân vận động mang một biểu tượng độc nhất của văn hóa và địa lý nơi đây.
Giai đoạn thiết kế chung: "TatInvestGrazhdanProekt", "Intex", "TsNIIpromzdany".
Giải vô địch bơi lội thế giới lần thứ 16 đã từng diễn ra ở Kazan và có một số nội dung đã thi đấu tại Đấu trường Kazan.
UEFA công bố vào tháng 3 năm 2020 rằng sân vận động sẽ tổ chức trận Siêu cúp châu Âu 2023. Tuy nhiên, do Nga xâm lược Ukraina, địa điểm tổ chức sau đó được chuyển đến Sân vận động Karaiskakis ở Piraeus, Hy Lạp.
Ngày 12 tháng 4 năm 2024, Ủy ban điều hành UEFA thông báo rằng do việc tước quyền đăng cai trận Siêu cúp châu Âu 2023, Ak Bars Arena đã được trao quyền tổ chức trận chung kết UEFA Europa League 2027.

## Cúp Liên đoàn các châu lục 2017
| Ngày                | Thời gian | Đội #1     | Kết quả     | Đội #2 | Vòng    | Khán giả |
| ------------------- | --------- | ---------- | ----------- | ------ | ------- | -------- |
| 18 tháng 6 năm 2017 | 18:00     | Bồ Đào Nha | 2–2         | México | Bảng A  | 34.372   |
| 22 tháng 6 năm 2017 | 21:00     | Đức        | 1–1         | Chile  | Bảng B  | 38.222   |
| 24 tháng 6 năm 2017 | 18:00     | México     | 2–1         | Nga    | Bảng A  | 41.585   |
| 28 tháng 6 năm 2017 | 21:00     | Bồ Đào Nha | 0–0 (0–3 p) | Chile  | Bán kết | 40.855   |

## Giải vô địch bóng đá thế giới 2018
| Ngày                | Thời gian | Đội #1   | Kết quả | Đội #2      | Vòng        | Khán giả |
| ------------------- | --------- | -------- | ------- | ----------- | ----------- | -------- |
| 16 tháng 6 năm 2018 | 13:00     | Pháp     | 2–1     | Úc          | Bảng C      | 41.279   |
| 20 tháng 6 năm 2018 | 21:00     | Iran     | 0–1     | Tây Ban Nha | Bảng B      | 42.718   |
| 24 tháng 6 năm 2018 | 21:00     | Ba Lan   | 0–3     | Colombia    | Bảng H      | 42.873   |
| 27 tháng 6 năm 2018 | 17:00     | Hàn Quốc | 2–0     | Đức         | Bảng F      | 41.835   |
| 30 tháng 6 năm 2018 | 17:00     | Pháp     | 4–3     | Argentina   | Vòng 16 đội | 42.873   |
| 6 tháng 7 năm 2018  | 21:00     | Brasil   | 1–2     | Bỉ          | Tứ kết      | 42.873   |

## Phòng trưng bày

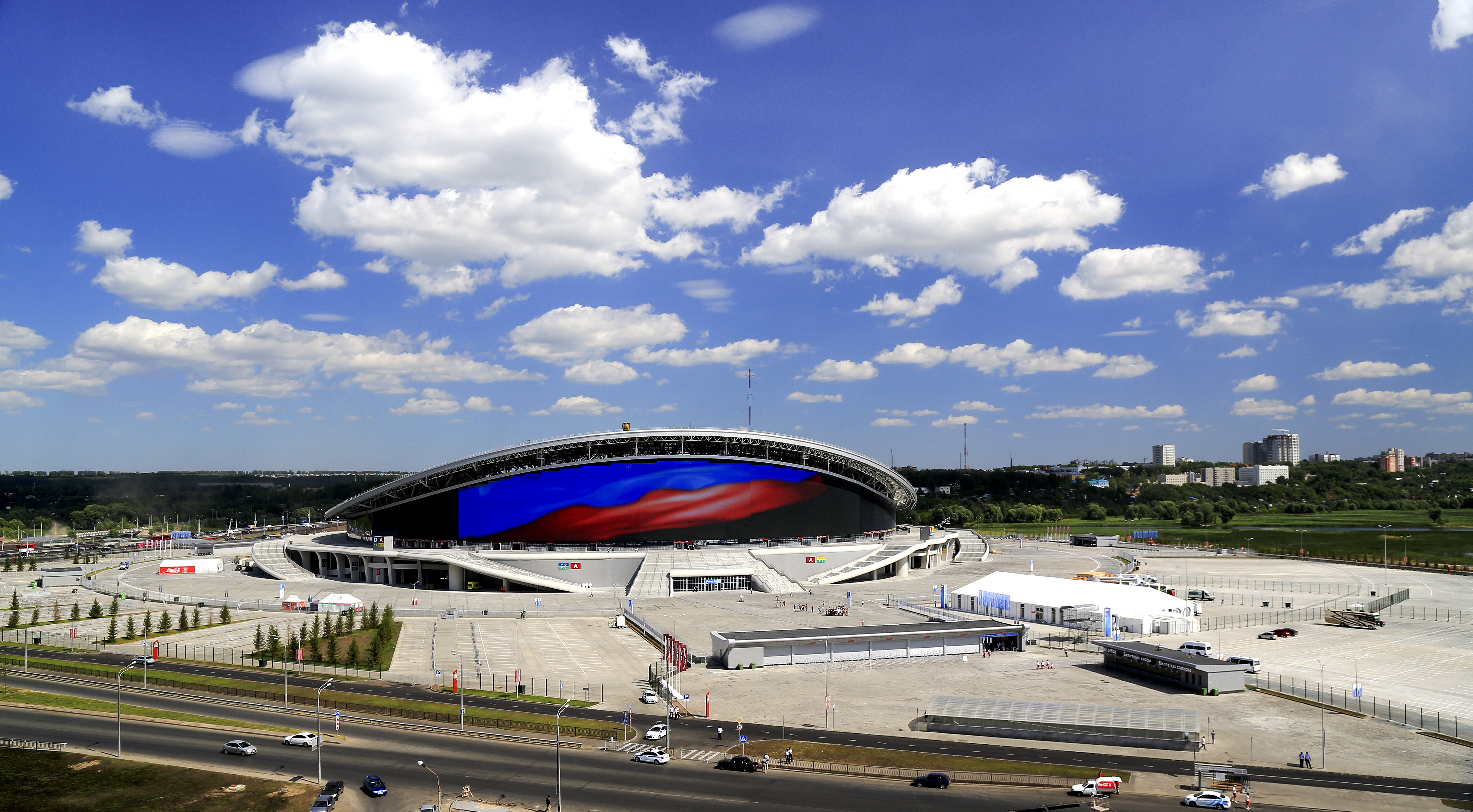
Tổng quan về sân vận động
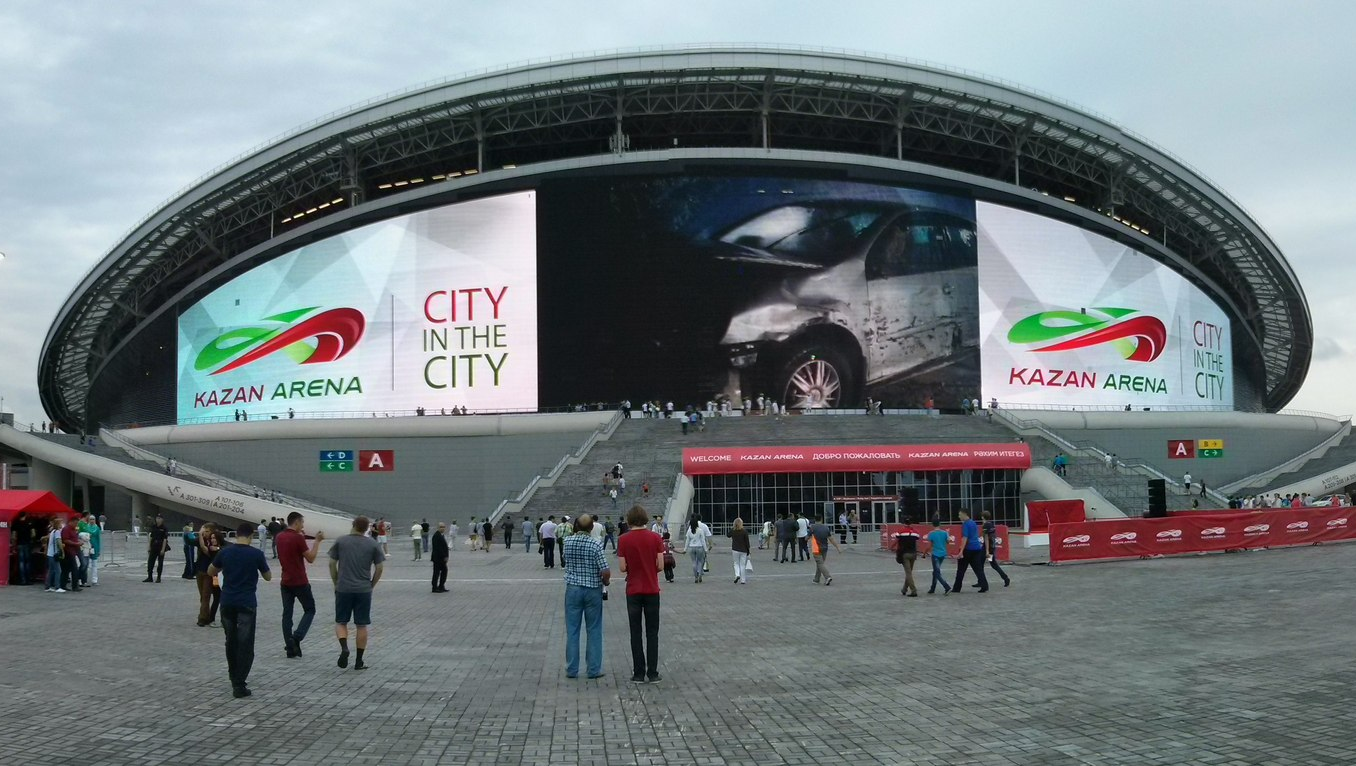
Lối vào chính
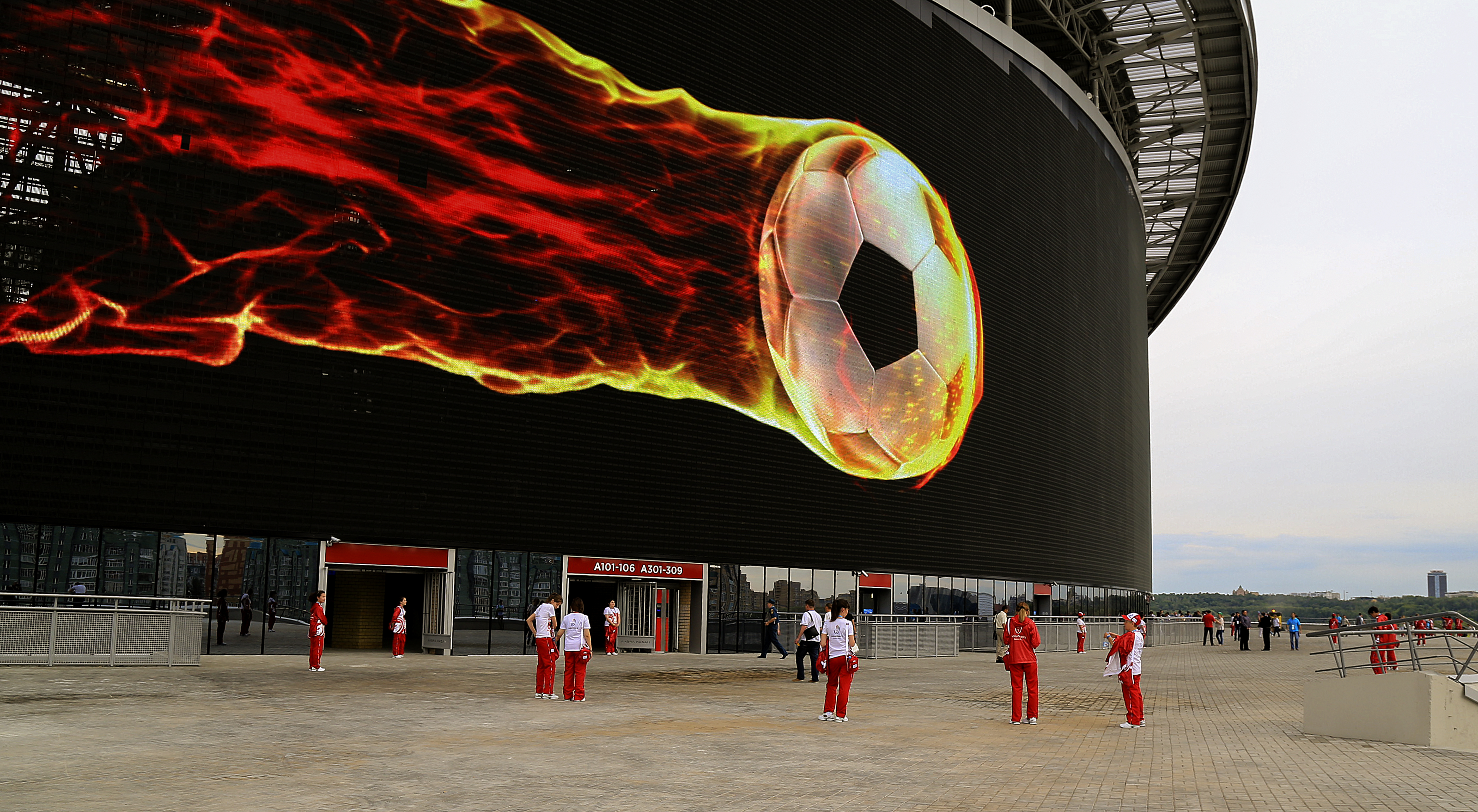
Mặt tiền phương tiện
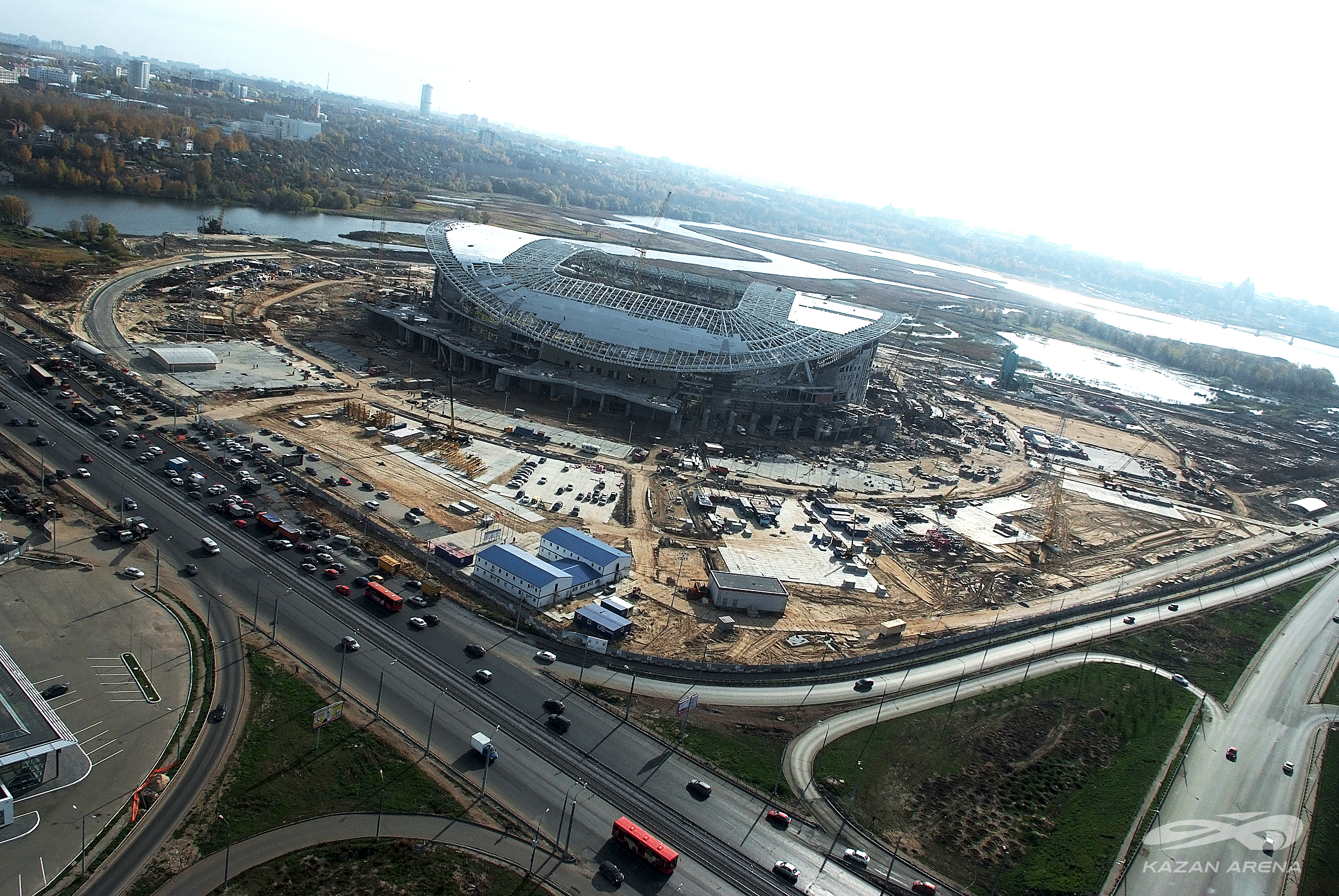
Tổng quan trong khi xây dựng
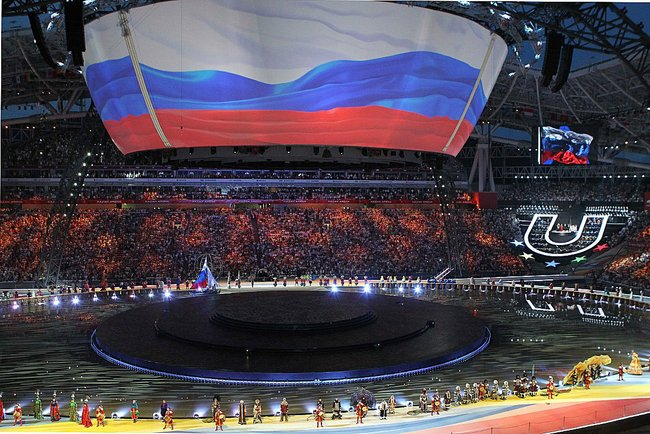
Sân vận động tại Lễ khai mạc Đại hội Thể thao Sinh viên thế giới 2013
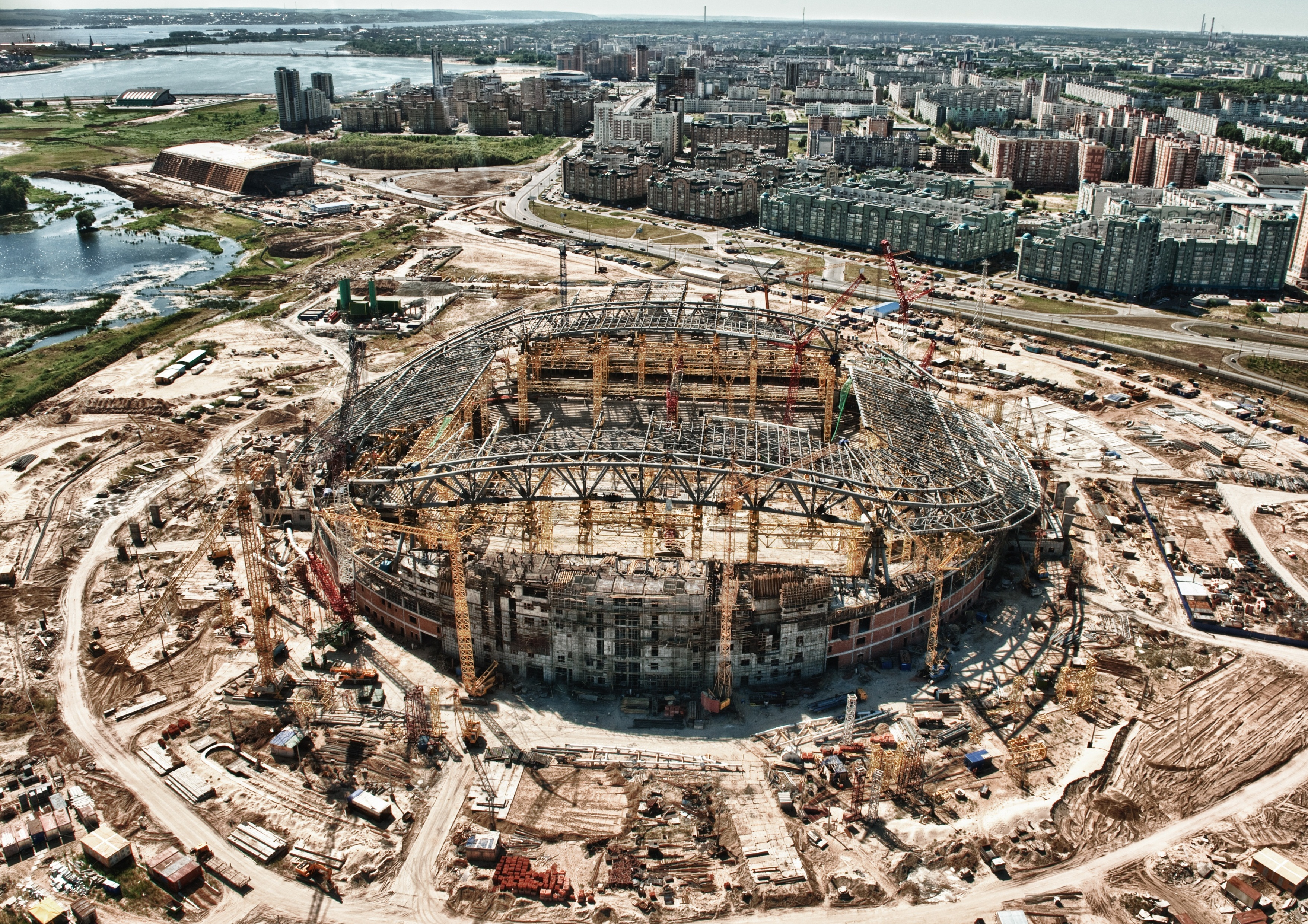
Trong khi xây dựng
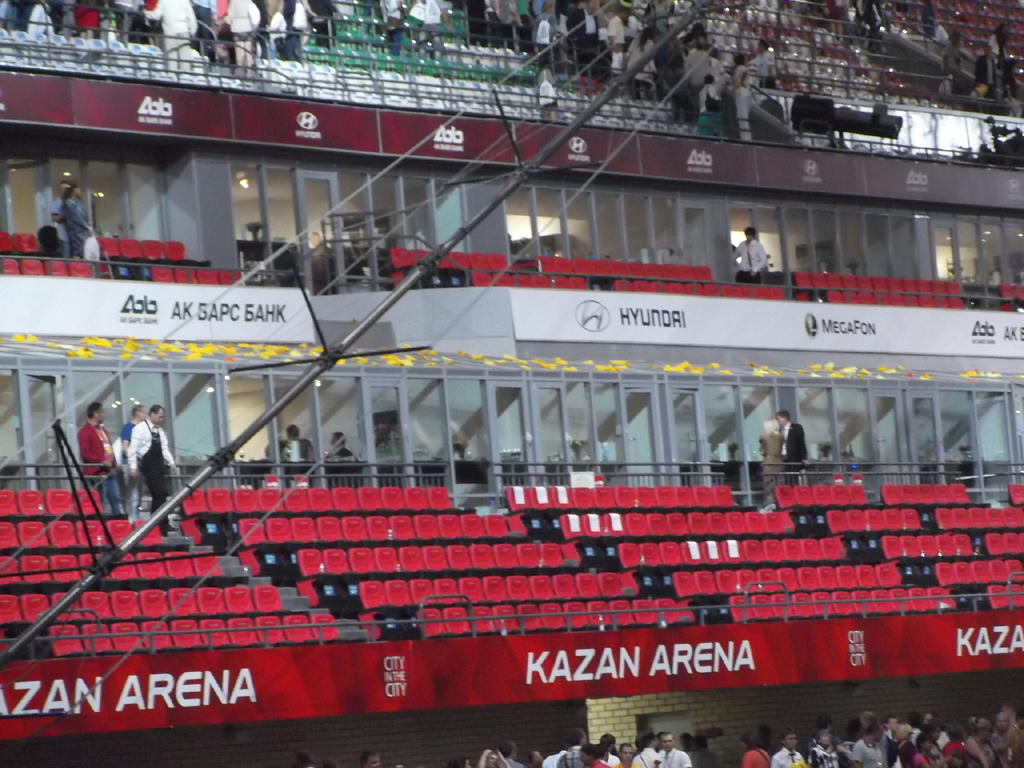
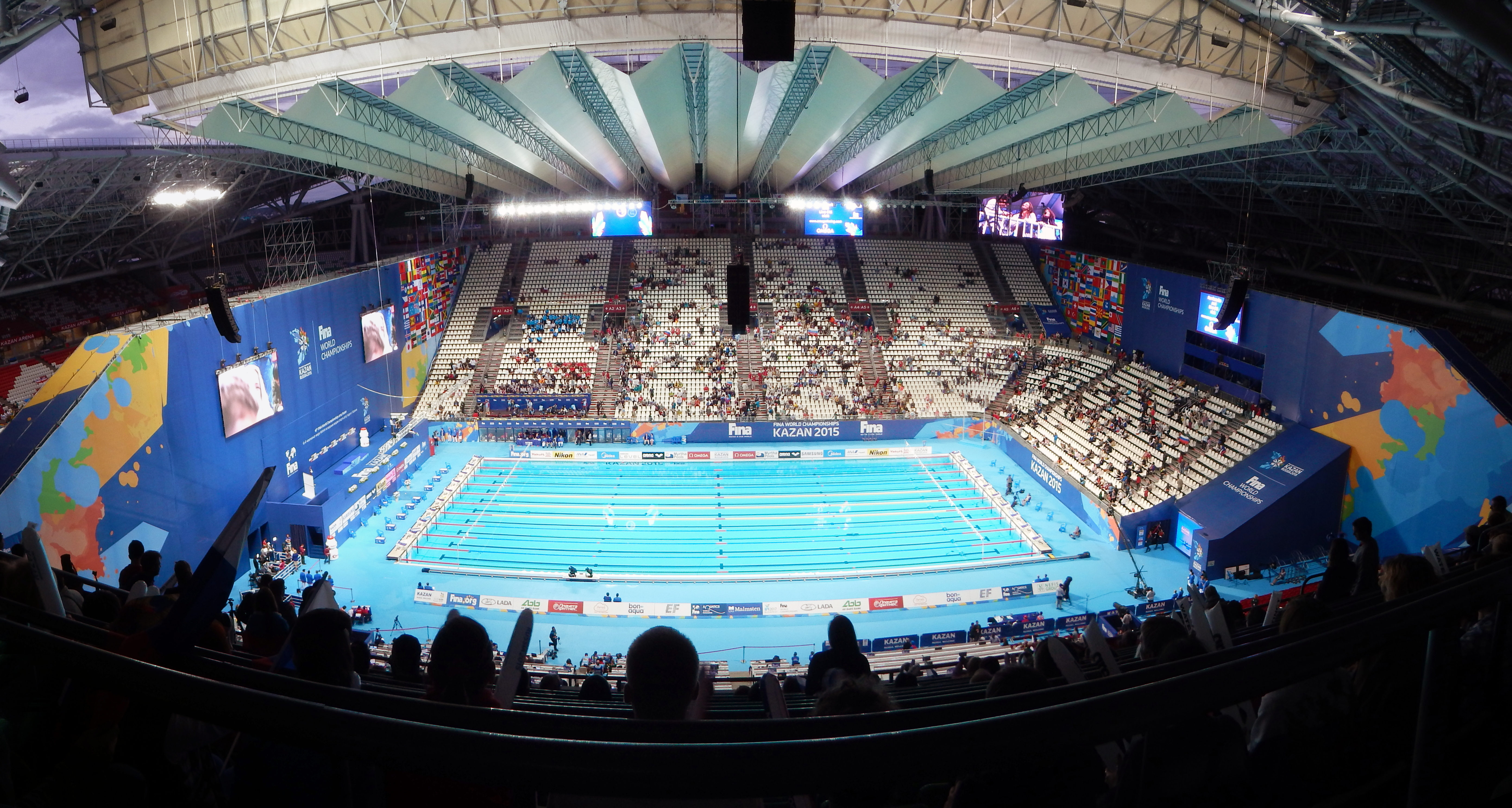
Bể bơi tại đấu trường trong khi Giải vô địch thể thao dưới nước thế giới
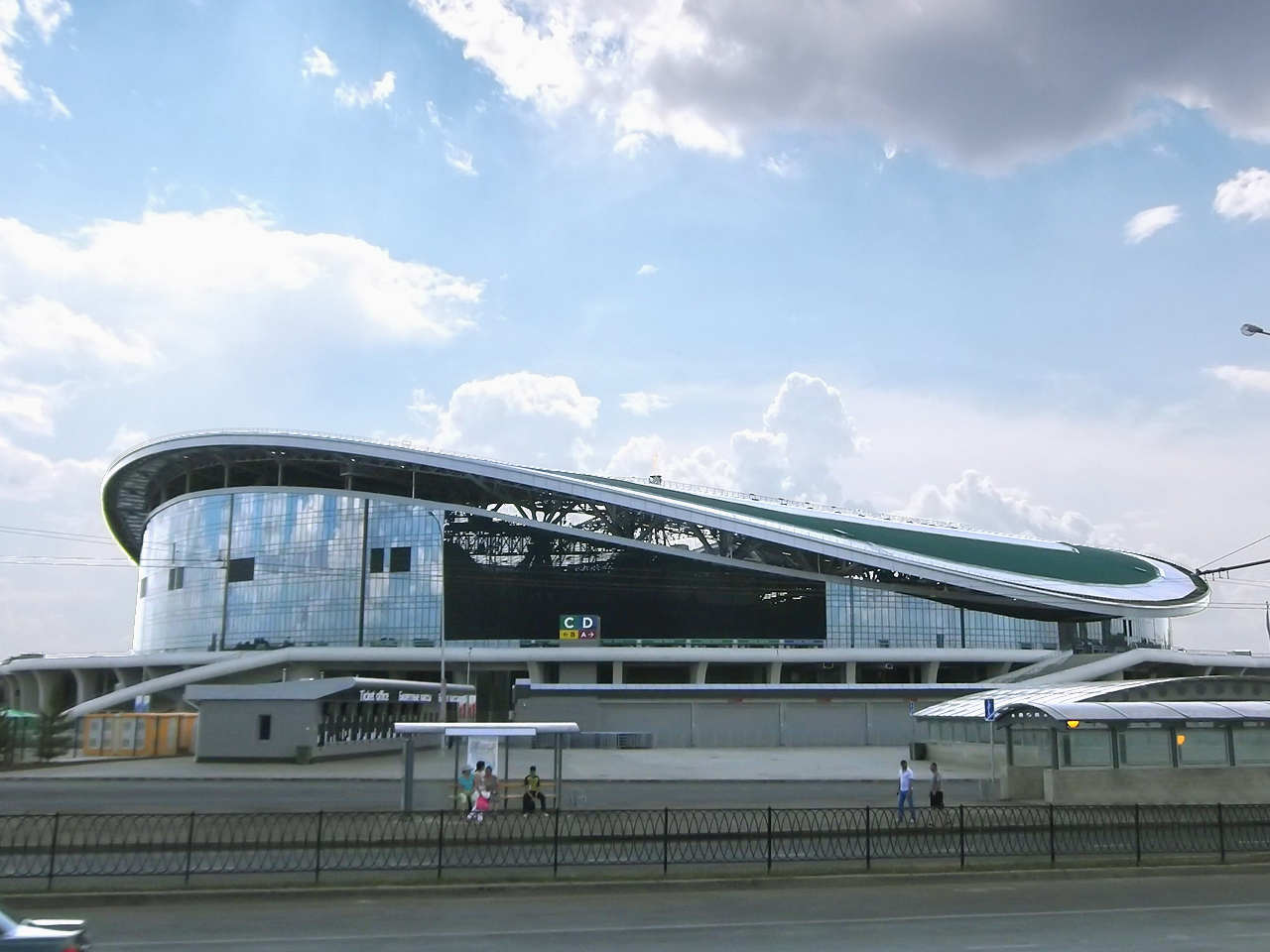
Đấu trường Kazan ở Kazan
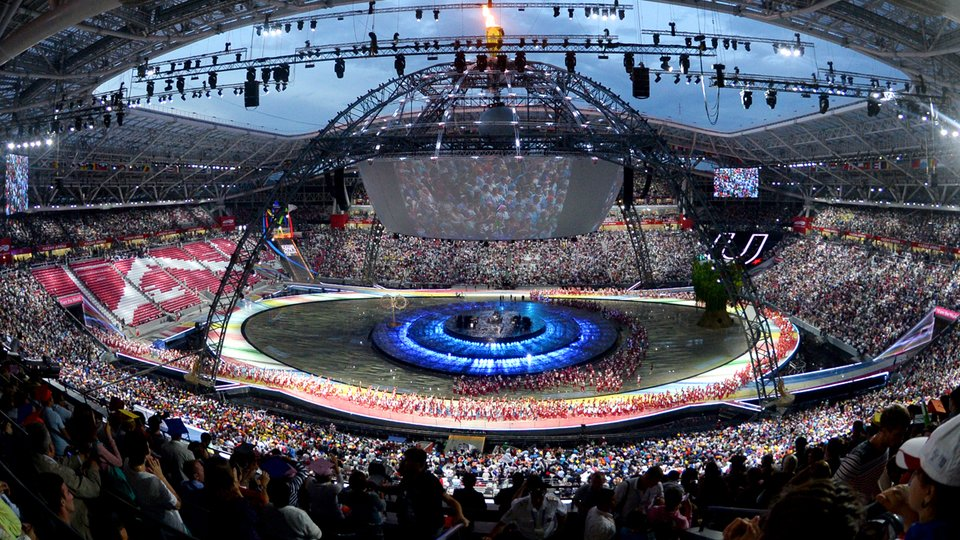
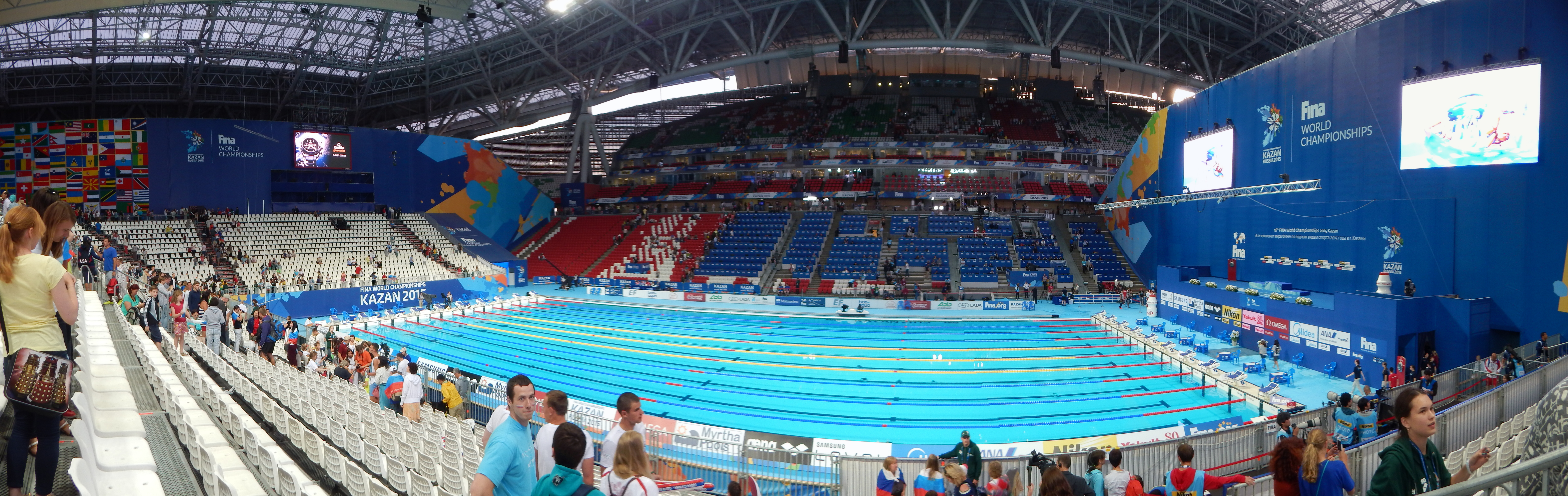
Tầm nhìn toàn cảnh của Kazan Arena trong khi Giải vô địch thể thao dưới nước thế giới 2015